# 宋矩
宋矩（？—346年），字處規，五胡十六国時代前涼敦煌人。
西平公張重華割據涼州時，任命宋矩擔任宛戍都尉。346年，此時石虎派遣其將領麻秋進攻大夏，護軍梁式趁機抓捕太守宋晏，以響應麻秋。麻秋又讓宋晏寫信招徠宋矩。宋矩與麻秋會面後表態拒絕投降，並且殺光自己一家後自殺。宋矩的舉動讓麻秋震驚，麻秋稱讚他為義士。張重華得知後追贈其為振威將軍。